# Comté de Barnstable
Le comté de Barnstable est un comté de l'État du Massachusetts aux États-Unis. Au recensement de 2000, il comptait 222 230 habitants. Son chef-lieu est la ville de Barnstable. Le comté couvre l'ensemble de la péninsule de Cap Cod.

## Villes du comté
- Bourne
- Sandwich
- Mashpee
- Falmouth
- Barnstable
- Yarmouth
- Dennis
- Harwich
- Brewster
- Chatham
- Orleans
- Eastham
- Wellfleet
- Truro
- Provincetown